# Rimnersvallen

Le Rimnersvallen est un stade suédois situé à Uddevalla.

## Histoire
Construit en 1922 et d'une capacité de 12 000 places. Ce stade accueille deux clubs : le IK Oddevold et Uddevalla IS.
Il accueille le match Brésil-Autriche lors du premier tour de la Coupe du monde de football de 1958.